# Juan Gossaín
Juan Antonio Gossaín Abdallah (San Bernardo del Viento, Córdoba, 17 de enero de 1949) es un escritor y periodista colombiano.

## Biografía
Hijo de padres libaneses, Juan Gossaín nace en San Bernardo del Viento, Córdoba, en 1949. Juan Gossaín Lajud, el padre, llegó del Líbano, atracó en las costas de Colombia y se casó con una de las hijas de su primo (llegado con él desde el Líbano), quien era treinta años menor que él y con quien tuvo cinco hijos. Una copia de la foto del pasaporte con el que entró al país a comienzos del siglo pasado reposa en la mesa de la sala del apartamento de Juan Gossaín, el escritor, en el piso veintitrés de un edificio desde el que se ve la bahía de Cartagena.
Desde su pueblo natal mandaba crónicas a El Espectador. Sus días transcurrían entre leer, escribir y jugar dominó. Juan Gossaín es un experto en el juego, tanto que afirma que sólo el boticario del pueblo podía ganarle. Un día llegó una carta del periódico ofreciéndole trabajo en Bogotá. Era 1971. De Bogotá pasó a Barranquilla, donde afirma haber pasado ocho de los mejores años de su vida como empleado de El Heraldo.
Se tituló de contador público, pero nunca ejerció, sino que se inclinó en un principio por el periodismo radiofónico. En la época de la bonanza marimbera de la Costa Caribe publicó su primera novela, “La mala hierba”, que fue llevada a la televisión como telenovela. Una selección de sus crónicas publicadas en la revista Semana de Colombia fueron recogidas en el libro “La Nostalgia del Alcatraz”. En 2006 la Revista Diners y la Editorial Planeta publicaron su segunda novela, “La balada de María Abdala”. De la mano de Yamid Amat ingreso a trabajar en Caracol Radio. Se casa con Margoth Ricci. Desde 1984 hasta el 30 de junio de 2010 se desempeñó como Director Nacional de Noticias de la Radio Cadena Nacional de Colombia. Reside en Cartagena de Indias desde el año 2010.

## Obras
Novela
- La mala hierba, 1981
- La balada de María Abdala, 2003
- Al final del sueño, 2006
- La muerte de bola triste, 2010

Cuento
- Puro cuento, 2004
- Etcétera, 2008

No ficción
- La nostalgia del alcatraz, 1989
- Crónica del día, 2003
- La memoria del alcatraz, 2015
- Las palabras más bellas y otros relatos sobre el lenguaje, 2018
- Que les den cárcel por casa. Crónicas de la corrupción en Colombia, 2020